# Église Sainte-Gertrude de Louvain
L'église Sainte-Gertrude (en néerlandais : Sint-Geertruikerk) est une église classée de style gothique située à Louvain, dans la province du Brabant flamand en Belgique.
Ancienne abbatiale, elle fait aujourd'hui office d'église paroissiale.

## Localisation
L'église Sainte-Gertrude se situe au nord de la ville, entre la Dyle à l'est, la Mechelsestraat (rue de Malines) à l'ouest et le Petit béguinage de Louvain au nord. Son chevet se dresse face à la Dyle.

## Historique
L'origine de l'église Sainte-Gertrude remonte à la première moitié du XIIe siècle, avec l'édification d'une chapelle consacrée à Gertrude de Nivelles (626-659). La chapelle relève initialement du chapitre de la collégiale Saint-Pierre mais une communauté religieuse se développe et devient indépendante en 1206.
L'église fonctionne comme église paroissiale à partir de 1252.
Les travaux de construction de l'église gothique actuelle commencent vers 1206-1228,, s'intensifient de 1298 à 1310 puis reprennent après un incendie en 1326.
La base de la tour est construite en 1387 et ses étages après 1430. La flèche de pierre ajourée est édifiée en 1453, sur des plans de Jan van Ruysbroeck,, (l'architecte de l'Hôtel de ville de Bruxelles).

## Classement
L'église Sainte-Gertrude fait l'objet d'un classement au titre des monuments historiques depuis le 1er février 1937 et figure à l'inventaire du patrimoine immobilier de la Région flamande sous la référence 42128.

## Architecture
|  |  |  |